# Campionat d'Espanya de Cross Country
El Campionat d'Espanya de Cross Country, regulat per la federació espanyola de motociclisme (RFME, Real Federación Motociclista Española), és la màxima competició de Cross Country que es disputa a l'estat espanyol. Els antecedents primers en foren el Trofeu d'Espanya de Trail (1988-1992) i el de Trail - Enduro (1991-1993), així com el Campionat d'Espanya de Trams Cronometrats, celebrat de 1989 a 1990. Després d'uns quants anys d'oblit un cop acabats aquests campionats, la RFME en va tornar a instaurar un de similar el 2005, aquest cop anomenat Copa d'Espanya de Cross Country, al qual atorgà rang de campionat d'Espanya a partir de 2007.

## El Cross Country a Espanya
A l'estat espanyol, el Cross Country (abreujat "XC") és una modalitat a mig camí entre l'enduro i el motocròs que consisteix en curses de velocitat fora d'asfalt per recorreguts que poden travessar camins rurals, circuits de motocròs i tota mena de terreny forestal (trialeres, tallafocs, etc.). Els participants corren tots alhora i guanya qui arriba abans a la meta. El circuit ha de tenir una longitud mitjana, ja que la durada d'una volta completa no hi pot ser inferior a 10 minuts ni superior a 20. Les curses duren dues hores i mitja.
Cal no confondre aquesta modalitat amb allò que internacionalment es coneix com a Rally Cross Country i, a l'estat espanyol, Ral·li raid, que consisteix en un ral·li d'orientació per zones desèrtiques i que té en el Ral·li Dakar el seu màxim exponent.

## Campionats precedents

### Trofeu Trail (1988-1992)
| Edició | Any  | 500cc           | 500cc       | 1200cc         | 1200cc      |
| Edició | Any  | Campió          | Motocicleta | Campió         | Motocicleta |
| ------ | ---- | --------------- | ----------- | -------------- | ----------- |
| I      | 1988 | Javier Mata     | KTM         | Antoni Mas     | Yamaha      |
| II     | 1989 | Óscar Bujaldón  | Husqvarna   | Àlex Llobet    | Yamaha      |
| III    | 1990 | Rafael Pinazo   | Yamaha      | Carles Sotelo  | Motovespa   |
| IV     | 1991 | Joan Ciscar     | Cagiva      | Josep Vilaró   | Yamaha      |
| V      | 1992 | Julio E. Melero | Suzuki      | José F. Chorro | Yamaha      |

Notes
1. ↑  El 1988, la categoria inferior admetia motors de fins a 650 cc
2. ↑  El 1988, la categoria superior admetia motors d'entre 201 i 1200 cc
3. ↑  El 1989, les categories de 650 i 1200cc es limitaven a motors de quatre temps (4T), alhora que se n'incloïen dues més: 2T fins a 125cc/4T fins a 200cc, guanyada per Pau Peitavi amb Suzuki, i 500cc 2T, guanyada per Josep Vilaró amb KTM.

### Trofeu Trail - Enduro (1991-1993)
| Edició | Any  | 2T           | 2T            | 4T              | 4T          |
| Edició | Any  | Campió       | Motocicleta   | Campió          | Motocicleta |
| ------ | ---- | ------------ | ------------- | --------------- | ----------- |
| I      | 1991 | Oriol Vila   | Marsimoto-KTM | Carles Sotelo   | Husqvarna   |
| II     | 1992 | Ferran Piñol | Marsimoto-KTM | Jorge Rodríguez | Husqvarna   |
| III    | 1993 | Ferran Piñol | Honda         | Luis Simón      | Honda       |

### Trams Cronometrats (1989-1990)
| Edició | Any  | 125cc       | 125cc       | Superiors       | Superiors   | 4T                  | 4T          |
| Edició | Any  | Campió      | Motocicleta | Campió          | Motocicleta | Campió              | Motocicleta |
| ------ | ---- | ----------- | ----------- | --------------- | ----------- | ------------------- | ----------- |
| I      | 1989 | Àlex Llobet | KTM         | Carles Montaner | Yamaha      | Miquel Puig         | KTM         |
| II     | 1990 | Manel Muñoz | Kawasaki    | Joan Pons       | Yamaha      | Francisco Izquierdo | Honda       |

Notes
1. ↑  L'any 1989, la categoria estava oberta a motocicletes a partir de 250cc i el 1990, a partir de 125cc
2. ↑  Tot i que el Web de la RFME no les recull, algunes fonts esmenten edicions anteriors del campionat: una d'elles hauria estat el 1987, guanyada per Francesc Rubio, i una altra el 1988, guanyada per Santi Piella.[3]

## Llista de guanyadors
A 31 de desembre de 2024
| Edició | Any  | Campió                 | Motocicleta            |
| ------ | ---- | ---------------------- | ---------------------- |
| I      | 2005 | Xavier Galindo         | KTM                    |
| II     | 2006 | Ivan Cervantes         | KTM                    |
|        |      |                        |                        |
| III    | 2007 | Lorenzo Santolino      | KTM                    |
| IV     | 2008 | Xavier Galindo         | KTM                    |
| V      | 2009 | Oriol Mena             | KTM                    |
| VI     | 2010 | Oriol Mena             | Suzuki                 |
| VII    | 2011 | Oriol Mena             | Husaberg               |
| VIII   | 2012 | Jaume Betriu           | KTM                    |
| IX     | 2013 | Oriol Mena             | Husaberg               |
| X      | 2014 | Lorenzo Santolino      | Sherco                 |
| XI     | 2015 | Gerard Salavedra       | KTM                    |
| XII    | 2016 | Tosha Schareina        | Husqvarna              |
| XIII   | 2017 | José Manuel Morillo    | ?                      |
| XIV    | 2018 | Ivan Cervantes         | KTM                    |
| XV     | 2019 | Sense categoria Sènior | Sense categoria Sènior |
| XVI    | 2020 | José María López       | KTM                    |
| XVII   | 2021 | Cristóbal Guerrero     | Beta Trueba            |
| XVIII  | 2022 | Sergio Navarro         | Sherco                 |
| XIX    | 2023 | Sergio Navarro         | Husqvarna              |
| XX     | 2024 | Sergio Navarro         | Husqvarna              |

Notes
1. ↑  Es llisten només els campions en la categoria superior, Sènior
2. ↑  Del 2005 al 2006, el campionat tingué rang de Copa d'Espanya
3. ↑  Primera edició com a Campionat d'Espanya
4. ↑  El 2019 no es disputà el campionat en categoria Sènior. Els guanyadors en la categoria immediatament anterior, Sènior B, varen ser José Luis Abad (2T) i José Manuel Partida (4T)